# Топографско-анатомска обележја зуба
Сваки зуб показује типична топографско-анатомска обележја, на основу којих се прецизно може утвдити његова припадност одговарајућем денталном луку и квадранту. Када се посматра изван уста, сваки зуб показује четири карактеристична знака: знак угла, лука, корена и нагиба круне. Међутим, када се они налазе у устима in situ, морфолошке карактеристике (атрибути) зуба су главне смернице за њихово међусобно распознавање.

## Знак угла
Знак угла се уочава када се зуб посматра са вестибуларног аспекта. На споју оклузалне ивице (код прекутњака и кутњака), односно инцизалне ивице (код секутића и очњака) и проксималних ивица вестибуларне површине налазе се два угла: мезијални и дистални. Обично је мезијални угао оштрији од дисталног и тада зуб показује правилан знак угла. Ако је мезијални угао тупљи каже се да зуб има обрнут знак угла, а када да су оба угла једнака зуб не показује знак угла (знак угла је неутралан).
Већина зуба хумане дентиције показује правилан знак угла, осим првог горњег преткутњака (код кога је обрнут) и доњег централног секутића (који не показује знак угла). На основу ових показатеља могуће је разликовати мезијалну и дисталну површину зуба и одредити којем квадранту (левом или десном) он припада.

## Знак лука
Посматрано са оклузалног аспекта, може се уочити да је код већине зуба прелаз вестибуларне у мезијалну површину круне заобљенији и краћи, него прелаз у дисталну. То се означава као правилан знак лука. У случају да важи обрнут однос, каже се да зуб има обрнут или неправилан знак лука. Ако су оба прелаза приближно истог конвекситета и дужине, знак лука је неутралан.
Знак лука увек прати знак угла и стога има подједнаку важност код разликовања појединачних зуба.

## Знак корена
Када се анализирају из вестибуларног или оралног аспекта, уочљиво је да се коренске гране ретко пружају право. Већина коренова је нагнута дистално, тако да оса корена са вертикалом гради оштар угао.
Дистални нагиб корена углавном прати правилан знак угла и лука, али између њих не постоји повезаност. Нпр. горњи први премолар увек показује обрнут знак угла и лука, и дистални нагиб корена. Осим тога, код неких зуба се среће и различита инклинација коренске гране и његовог врха (као нпр. код горњег очњака или првог молара).

## Нагиб круне
Код доњих бочних зуба (преткутњака и кутњака) уздужна осовина круне и корена заклапају туп угао. То се користи за разликовање ових зуба од њихових антагониста.

## Атрибути хумане дентиције
Сваки зуб има извесне атрибуте, односно морфолошке карактеристике, на основу којих га је могуће разликовати од осталих зуба. Постоје четири главна и два помоћна атрибута:
- Атрибути дентиције се односе на морфолошке разлике припадника млечне и сталне дентиције.
- Атрибути класе означавају разлике између чланова четири главне класе зуба (секутића, очњака, премолара и молара).
- Атрибути денталног лука представљају разлике између чланова исте класе у горњој и доњој вилици.
- Атрибути типа означавају морфолошке карактеристике појединачних зуба у оквиту исте класе и истог денталног лука.
- Атрибути расе се односе на морфолошке разлике зуба код припадника различитих раса људи, и
- Атрибути врсте означавају разлике у морфологији дентиција између појединих врста.